# Неллі Конналлі
Айданелл «Неллі» Брілл Конналлі (24 лютого 1919 — 1 вересня 2006) — перша леді Техасу з 1963 по 1969 рік. Була дружиною Джона Конналлі, який був губернатором штату Техас, а згодом і секретарем казначейства.
Вони з чоловіком були в президентському лімузині, що перевозив президента США Джона Ф. Кеннеді, якого його вбили в Далласі, 22 листопада 1963 року.

## Раннє життя
Народилася в Остіні, штат Техас, найстарша із п'яти дітей у сім'ї Кетлін Енні та Арно У. Брілла. Конналлі навчалася в Техаському університеті, де в 1938 році її назвали «Наймилішою в університеті». Спочатку Конналлі хотіла стати актрисою, але відмовилася від цих планів після зустрічі зі своїм майбутнім чоловіком Джоном Конналлі в університеті в 1937 році. Вони одружилися в 1940 році.
Джон Конналлі розпочав свою політичну кар'єру, працюючи на майбутнього президента США Ліндона Б. Джонсона. Джона Конналлі обрали губернатором штату Техас в 1962 році. Незабаром він був переобраний на два додаткові терміни.
Під час перебування на посаді першої леді Айданелл Конналлі створила сади у дворі Техаського губернатора, а також зібрала все державне срібло.

### Вбивство Кеннеді

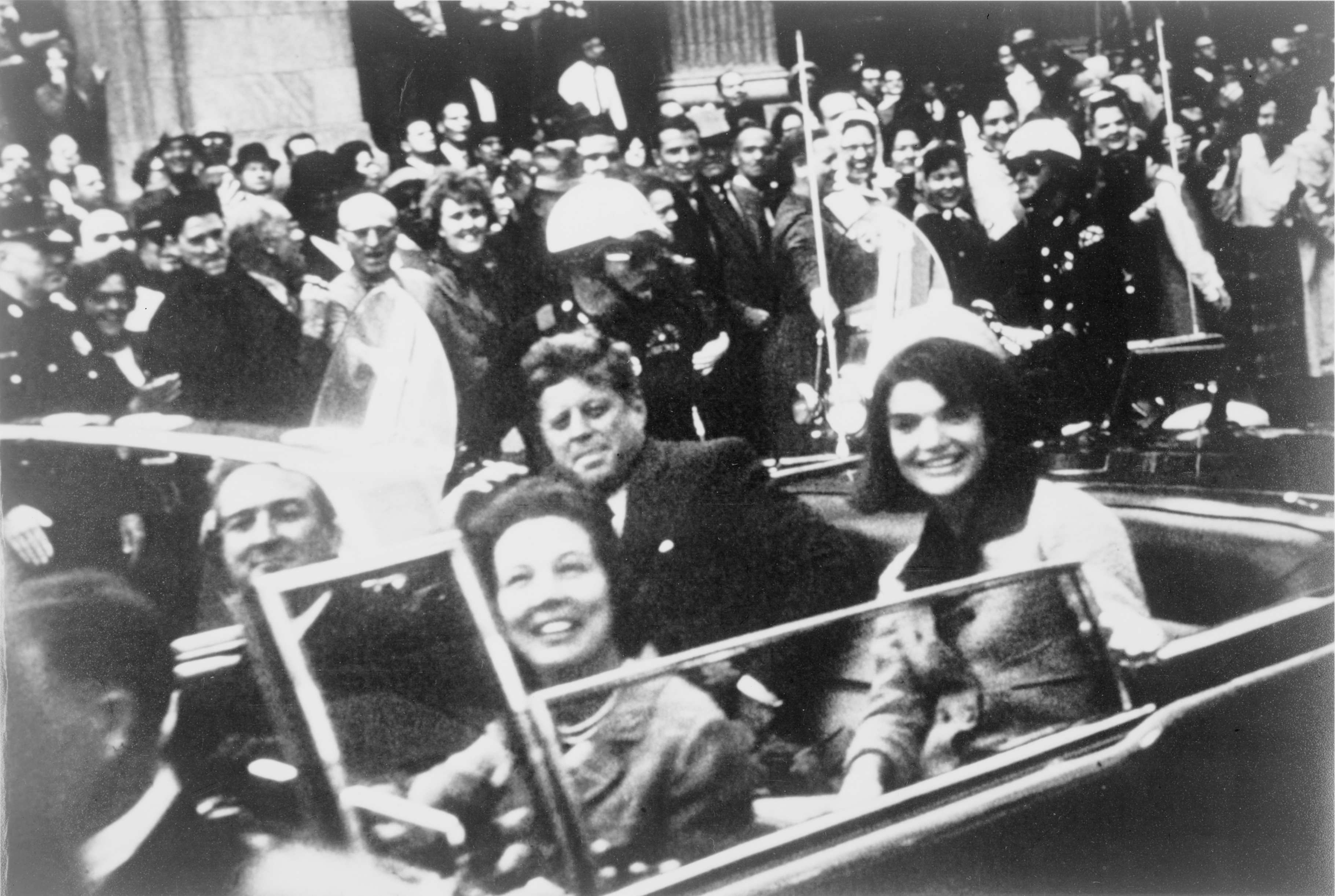
Президент США Джон Ф. Кеннеді, перша леді Жаклін Кеннеді та сім'я Конналлі в президентському лімузині перед вбивством

22 листопада 1963 року сім'я Конналлі їхала в президентському лімузині, який перевозив президента США Джона Ф. Кеннеді, якого вбили в Далласі, штат Техас. Будучи в машині з президентом Кеннеді, Конналлі сказала: «Містере президенте, ви не можете говорити, що Даллас вас не любить», на що президент відповів: «Ні, ви точно не можете цього знати». Протягом декількох секунд після цього, вона почула гучний звук і згодом дійшла висновку, що це були три швидких постріли.
Президент та губернатор Конналлі були розстріляні, що призвело до смерті Кеннеді та тяжких поранень губернатора. Конналі спустилася в машину, щоб подбати про чоловіка, який різко впав після другого пострілу. «Я більше ніколи не оглядалася. Я просто намагалася подбати про нього», — сказала вона. Неллі говорила, що сцена вбивства в Далласі тривалий час не покидала її, тому Конналлі сказала — це суміш крові та троянд. «Це картинка жовтих та червоних троянд, і крові по всьому автомобілю … по всьому», — із сумом вона промовляла в інтерв'ю 2003 року для The Associated Press. «Я ніколи цього не забуду. . . . Це було так швидко і так коротко, та потужно».
У своїй книзі 2003 року «З поля любові — наші завершальні години з Джоном Ф. Кеннеді» Конналлі поділилася своїм особистим щоденником цієї події, написаним в дні після вбивства. У своїй книзі вона сказала, що вірить у те, що її чоловіка вдарила куля, яка була відокремлена від двох, які влучили в Кеннеді.

## Пізні роки

### Адвокатська та благодійна робота
Після закінчення перебування на посаді першої леді Техасу, Конналлі працювала над збором грошей для кількох благодійних організацій, у тому числі й для дитячого мережевого телемарафону, а також для дитячої лікарні Германа. Вона працювала в Раді відвідувачів Центру Техаського університету імені Андерсона з 1984 року, і її фонд зібрав мільйони доларів на програми пацієнтів та досліджень. Конналлі також була членом Техаської історичної комісії і допомогла добудувати парк спокою, розташований у Х'юстоні.
У 1988 році в Конналлі діагностували рак молочної залози. Її лікували і тимчасово в неї не було проявів ніяких хвороб. Наступного року Річард Ніксон, Дональд Трамп та Барбара Уолтерс зібралися для проведення урочистого свята, аби вшанувати Конналлі та зібрати гроші на дослідження діабету. Через десять років після поставленого діагнозу раку молочної залози, Конналлі відсвяткувала свій 80-й день народження разом із постраждалими від раку молочної залози на церемонії в центрі кон'юнктури грудей ім. Неллі Б. в лікарні Андерсон у Х'юстоні.

### Банкрутство
Бізнес приватних підприємств після 1980 року був менш успішним, ніж кар'єра Джона Конналлі як політичного діяча та адвоката в Х'юстона. Нафтова компанія, в яку він зробив інвестиції, зіткнулася з неприємностями, і 200 мільйонів доларів на проекти нерухомості було втрачено. Він подав заяву на реорганізацію своїх фінансів відповідно до глави 11 федерального кодексу про банкрутство та ліквідацію відповідно до глави 7 партнерства Барнса-Конналлі, компанії з нерухомості на базі Остіна, яку він заснував разом із колишнім лейтенантом Беном Барнсом. Аукціон сплатив лише невелику частину боргів у розмірі 93 мільйонів доларів, які Конналлі перерахував із судом в Остіні.

## Особисте життя
Джон Конналлі та Неллі одружилися в методистській церкві в Остіні 21 грудня 1940 року. У них було четверо дітей: Кетлін, Джон Б. Конналі III, Шерон та Марк Медісон. У 1959 році Роберт Аллен Хейл був звільнений від присяжних, щодо відповідальності, пов'язаної з вбивством дочки-підлітка Конналлі (Кетлін Конналлі Хейл) у квітні 1959. Роберт Хейл та Кетлін Конналлі Хейл були одружені 44 дні на момент її смерті. Джон та Неллі залишалися в шлюбі до смерті Джона, який помер від пневмонії в 1993 році.
У 2000 році написала книгу «Houston: City in Motion», це була література про подорожі.
У 2003 році стала автором автобіографічної книги «From Love Field: Our Final Hours with President John F. Kennedy».

### Смерть
1 вересня 2006 року Конналлі померла уві сні, у 87-річному віці. На момент смерті вона жила у Вестмінстерському маєтку в Остіні, де вона прожила приблизно рік. Похована на Техаському державному кладовищі в Остіні.